# أنس بن مدرك
أنس بن مدرك الخثعمي 
الخثعمي  (57 ق هـ - 37 هـ/ 567م - 657 م)، أبو سفيان: شاعر و فارس عربي عظيم . كان سيد خثعم في الجاهلية وفارسها، شهد يوم فيف الريح و كان من القادة وهو قاتل السليك بن السلكة. وأدرك الإسلام فأسلم،  ثم أقام بالكوفة وانحاز إلى علي بن أبي طالب، فقتل في معركة صفين. قيل عاش 154 عاما.

## نسبه
أنس بن مدرك ابن كعيب بن عَمْرو بن سعد بن عَوْف بن العَتِيك بن حارثة بن عامر بن تَيْم الله - اللات - بن مُبَشِّر بن أَكْلَب بن ربيعة بن عِفْرس بن حلف بن أفتل وهو خثعم بن أنمار. وفي شعره قال عن نسبه وبلاده:

### أولاده
- أسماء بنت أنس بن مدرك: ابنته الكبرى، وهي إحدى زوجات خالد بن الوليد تزوجها سنة 616م الموافقة 6 قبل الهجرة،[11] وهي أم أولاده: عبد الله، والمهاجر، وعبد الرحمن.[12]
- سلمى بنت أنس بن مدرك: زوجة عبد الله بن حنظلة.[13]
- ذبلة بنت أنس بن مدرك: وهي زوجة عبد الشارق بن سفيان بن قمير بن عامر بن رابية بن جليحة بن خثعم.[14]
- يقال له أبي سفيان، ويبدوا أنها كنية، حيث لم يذكر أو يشتهر له أبناء ذكور.

## في الجاهلية
ومن أخباره في الجاهلية ما حكاه أبو عبيدة في الديباج:« كان السليك بن السلكة الشاعر المشهور يعطي عبد ملك بن مويلك الخثعمي اتاوة من غنيمته على الحيرة فمر قافلا عن غزوة له فإذا ببث من خثعم ونفره خلوف وفيه امرأة فاعتدى عليها فبادرت إلى الماء فأخبرت القوم فركب أنس بن مدرك الخثعمي فلحقه فقتله فقال عبد ملك لأقتلن قاتله أو ليدينه فقال له أنس والله لا أديه أبدا لفجوره». وكان مقتل السليك نحو السنة 605 م الموافقة 17 ق هـ.
ذكر الزبير بن بكار في النسب: «كان عبد الله بن الحارث الوداعي يأتي مكة كل سنة، فلقيه انس بن مدرك الخثعمي فأغار عليه فقال في ذلك شعرا منه: وما رحلت من سر نجهز ناقتي - ليحجبها من دون سيبك حاجب. عتا انس بعد المقيل فصدنا - عن البيت إذ أعيت عليه المكاسب». وكان يغير على مكة في مواسم الحج في الجاهلية، قال الزمخشري: « أغار أنس بن مدركة الخثعمي على سرح قريش في الجاهلية فذهب به، فقال له عمر  في خلافته: لقد تبعناك تلك الليلة فلو أدركناك! فقال: لو أدركتني لم تكن للناس خليفة».
وشهد فيف الريح على قبائل خثعم: شهران، ناهس، وأكلب. قال أبو عبيدة: كان يوم فيف الريح عند مبعث النبي صلى الله عليه وآله وسلم، أي سنة 610م الموافق 12 قبل الهجرة النبوية، وفي خبر ذلك اليوم قال جواد علي: «يوم فيف الريح، وهو موضع بأعلى نجد، وقع بين مذحج وعامر، وسببه أن بني عامر كانوا يطلبون بني الحارث بن كعب بأوتار كثيرة، فجمع لهم الحصين بن يزيد الحارثي، وكان يغزو بمن تبعه من قبائل مذحج وأقبل في بني الحارث وجُعْفي، وزبيد، ومراد، وقبائل سعد العشيرة، ومراد، وصداء، ونهد، واستعانوا بقبائل خثعم وعليهم أنس بن مدرك، فخرج شهران وناهس وأكلب عليهم أنس بن مدرك، وأقبلوا يريدون بني عامر، وهم منتجعون فيف الريح، ومع مذحج النساء والذراري، حتى لا يفروا، إما ظفروا وإما ماتوا جميعًا. فاجتمعت بنو عامر كلها إلى عامر بن الطفيل، والتقى الجمعان في قتال لم يعط نصرًا بينًا لأحد الطرفين، إذ وقع القتل في الفريقين، ولم يستقل بعضهم عن بعض غنيمة، وكان الصبر والشرف لبني عامر».

## في الإسلام
أدرك الإِسلام، ووفد إلى النبي ﷺ على رأس قبيلة خثعم في أواخر سنة عشرة هجرية، بعد أن أمر النبي جرير البجلي بهدم صنمهم المعظم ذو الخلصة وقتل عددًا من خثعم، وجاء في الطبقات الكبرى: «وفد عثعث بن زحر، وأنس بن مدرك في رجال من خثعم إلى رسول الله ﷺ، بعدما هدم جرير بن عبد الله ذا الخلصة وقتل من قتل من خثعم، فقالوا: آمنا بالله ورسوله وما جاء من عند الله، فاكتب لنا كتابا نتبع ما فيه، فكتب لهم كتابا شهد فيه جرير بن عبد الله ومن حضر». وجاء في كتاب النبي محمد ﷺ لأبن مدرك وقبيلته خثعم في بيشة ما أورده صاحب سبل الهدى والرشاد في سيرة خير العباد قائلاً:«كتب ﷺ لخثعم: هذا كتاب من محمد رسول الله صلى الله عليه وسلم لخثعم من حاضر بيشة وباديتها ان كل دم أصبتموه في الجاهلية فهو عنكم موضوع، ومن أسلم منكم طوعا أو كرها في يده حرث من خبار أو عزاز تسقيه السماء أو يرويه اللثى فزكا عمار ة في غير أزمة ولا حطمة، فله نشره وأكله، وعليهم في كل سيح العشر وفي كل غرب نصف العشر، شهد جرير بن عبد الله ومن حضر».
ليس لأنس بن مدرك ذكر في الفتوح العربية الإسلامية، وإنما سكن الكوفة في خلافة علي بن أبي طالب وشهد معه حروبه، قال المرزباني: «أنس بن مدرك بن كعب: كان أحد فرسان خثعم في الجاهلية ثم اسلم وأقام بالكوفة». وقتل في يوم صفين سنة 37 هـ في بلدة صفين بالقرب من مدينة الرقة السورية، وقتل معاه حفيدة لابنته المهاجر بن خالد بن الوليد.

## وفاته
وشهد أنس بن مدركه صفين مع علي بن أبي طالب معركة صفين وقتل يومئذ سنة سبع وثلاثين من الهجرة، وعمره نحو تسعون عامًا، ولا يصح أنه عَمَرَ 154 عامًا، وأتى هذا اللبس في قوله: «إِذَا مَا امْرؤٌ عَاشَ الهُنَيْدَةَ سَالِمًا وَخَمْسِينَ عَامًا بَعْدَ ذَاكَ وَأَرْبَعَا»، ويقصد بها ابن مدرك أنه عاش نحو النهيدة وهي المئة عام، خمسين عامًا وعليها أربعا أي أربعون عامًا، ويجزم تلك الحقيقة أعمار بناته وأحفاده.

### هوامش
1. ↑  أورد ياقوت اسمه أوس بن مدرك وهو خطأ نشأ عن تحريف و تصحيف الواو إلى نون، وإنما هي أنس، كما ذكر ابن سعد البغدادي وغيره على الصواب. (انظر: خزانة الأدب  3 / 89). نسخة محفوظة 26 أبريل 2020 على موقع واي باك مشين.
2. ↑  وقيل كانت وقعة فيف الريح سنة 614م. (انظر: بحوث المؤتمر العالمي  2/ 38). نسخة محفوظة 22 ديسمبر 2019 على موقع واي باك مشين.